# Slatnik
Slatnik este o localitate din comuna Ribnica, Slovenia, cu o populație de 123 de locuitori.